# Assumpta Montellà i Carlos
Assumpta Montellà i Carlos (Mataró, Maresme, 1958) és una historiadora i escriptora catalana.
Nascuda a Mataró l'any 1958, estudià Història. El seu primer llibre, La Maternitat d'Elna és un dels llibres més venuts a Catalunya, motiu pel qual ha estat traduït al castellà i al xinès, i se n'ha fet una adaptació teatral, una de televisiva i una de cinematogràfica. El setè camió també es convertí en un èxit de vendes fet que demostra la reimpressió de quatre edicions en vuit mesos i la traducció de l'obra al francès. L'any 2012 publicà El silenci dels telers, un recull d'històries sobre les dones a les colònies tèxtils catalanes durant la Revolució Industrial.

## Polèmiques
L'any 2010, Assumpta Montellà va ser acusada de plagi pel seu llibre Contrabandistes de la llibertat. Posteriorment, el 2015, Assumpció Estivill també acusà Montellà d'utilitzar indegudament diversos treballs seus, així com els d'altres autors, en l'obra Lletraferides. Després que Estivill anunciés que emprendria accions legals, l'editorial Ara Llibres va acabar retirant del mercat l'obra sobre les bibliotecàries catalanes.

## Obres
- La Maternitat d'Elna (Ara Llibres, 2005)[7]
- El setè camió. El tresor perdut de la República (Ara Llibres, 2007)[8]
- Contrabandistes de la llibertat (Ara Llibres, 2009)
- Art i guerra. Destrucció, espoli i salvaguarda del patrimoni durant la guerra civil: l'exemple de Mataró (Institut Municipal d'Acció Cultural, 2010)
- Elisabeth Eidenbenz. Més enllà de la Maternitat d'Elna (Ara Llibres, 2011)
- Pa, crosta i molla. La guerra civil vista per les dones de les Garrigues (Pagès editors, 2011)
- El silenci dels telers. Ser dona a les colònies tèxtils catalanes (Ara Llibres, 2012)[9]
- 115 dies a l'Ebre. El sacrifici d'una lleva (Ara Llibres, 2014)
- Lletraferides. La història de les nostres bibliotecàries (Ara Llibres, 2015).[10]